# Heráclio
Flávio Heráclio Augusto (em latim: Flavius Heraclius Augustus), em grego Ἡράκλειος (Hērakleios), (ca. 575 — 11 de fevereiro de 641), foi um imperador romano do Oriente de 610 a 641. Foi o fundador da dinastia heracliana que governou o Império durante mais de um século (610-711). Também é conhecido como Heráclio, o Jovem.
O reinado de Heráclio é um dos mais fundamentais da história bizantina, chegando a ser um ponto de viragem na evolução do Império. O último imperador do falecido período romano, chegou ao poder em 610 após uma rebelião liderada pelo seu pai, Heráclio, o Velho, contra o Imperador Focas, que havia derrubado e matado o imperador Maurício alguns anos antes. Todos os primeiros anos do seu reinado foram dedicados a uma luta até à morte contra os exércitos sassânidas que se aproveitaram das desordens internas do Império para atacar e conquistar as suas províncias orientais, ameaçando depois Constantinopla com a ajuda dos Ávaros nos Balcãs. Graças à sua habilidade estratégica e diplomática, Heráclio inverteu gradualmente a situação e conseguiu recuperar todos os territórios perdidos, bem como concluir a paz com os sassânidas entre 628 e 630.
Após o fim da guerra com a Pérsia, Heráclio goza de um breve período de paz, dedicando-se à restauração da autoridade bizantina no Oriente e tentando, sem sucesso, reconciliar os diferentes ramos do cristianismo que tinham coexistido durante três séculos dentro do seu Império. Contudo, em 633-634, surgiu uma nova ameaça. Os exércitos dos árabes, liderados pelos herdeiros e companheiros de Maomé, e apoiados por uma nova religião, o Islão, propuseram-se atacar o Próximo e Médio Oriente. Ainda exausto pela guerra contra os persas, que o tinha deixado sem recursos, o Império rapidamente cedeu. A derrota do exército romano na Batalha de Jarmuque em 636 forçou Heráclio a abandonar mais uma vez as províncias da Síria, Palestina e em breve o Egito, territórios-chave para a economia e agricultura do Império. Sem recursos militares e financeiros, só poderia testemunhar o colapso do trabalho do seu reinado e o abandono dos territórios orientais fora da Anatólia.
Quando ele morreu em 641, o Império Bizantino entrou numa nova era. As suas províncias orientais estavam perdidas ou à beira de se perderem, enquanto nos Balcãs o estabelecimento gradual dos eslavos ameaçava o controlo bizantino na região. Além disso se afirmava a separação entre o antigo mundo romano ocidental e o Império Oriental. O grego substituiu então definitivamente o latim como língua administrativa sob Heráclio. Uma primeira cisão religiosa surgiu entre Roma e Constantinopla, enquanto as antigas estruturas administrativas herdadas do Império Romano eram forçadas a sofrer uma profunda transformação que duraria décadas ainda por vir. Apesar do período negro em que o Império se afundou, Heráclio deixou a imagem de um imperador lutador, determinado e capaz de ousar estrategicamente restabelecer uma situação comprometida contra os sassânidas. No imaginário cristão ocidental, tornou-se um símbolo da defesa do cristianismo e vários séculos mais tarde tornou-se um modelo para os Cruzados, enquanto a tradição histórica muçulmana o poupou em grande parte, apesar de ter sido um adversário do Islão.

## Fontes

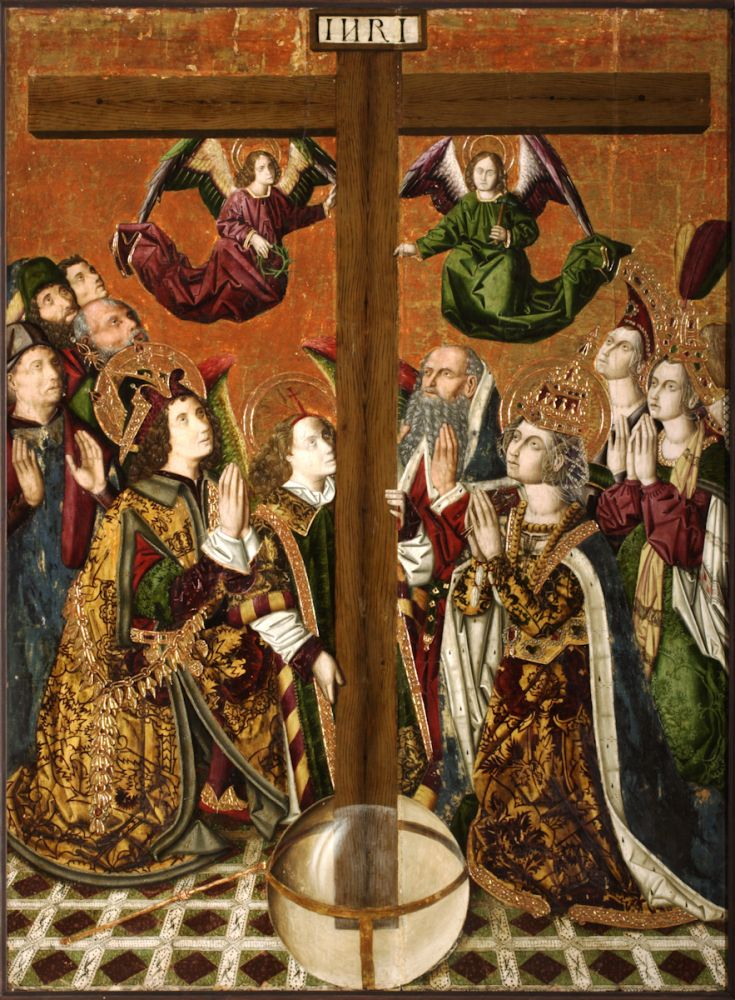
Heráclio (a figura barbuda) adorando a Santa Cruz ao lado de Santa Helena. Óleo sobre painel de madeira de Miguel Ximenez (final do século XV), igreja de Blesa, Aragão

## Contexto Geral

O Império Bizantino em 565, após o fim do reinado de Justiniano

No início do século VII, o Império Bizantino surgiu do que alguns historiadores algumas vezes chamaram de "século Justiniano", pois foi marcado pela figura deste imperador cujo reinado durou de 527 a 562. Após sobreviver ao choque das "invasões bárbaras" e da queda do Império Romano Ocidental, Justiniano iniciou uma política de reconquista que restabeleceu o imperium romanum sobre grande parte do Mar Mediterrâneo e sobre toda a Itália. Entretanto, a partir de meados do século, surgiram novos fatores de fragilidade. A peste de Justiniano desestabilizou profundamente a demografia do Império com várias ondas epidêmicas, enquanto o comércio em geral começou a declinar. As finanças públicas foram assim colocadas sob pressão. Externamente, as fronteiras do Império agora vastas estavam sob constante pressão, que as forças imperiais estavam lutando para conter. Os lombardos invadiram uma grande parte da península italiana, enquanto os eslavos e os ávaros ameaçavam o norte do Danúbio. Finalmente, no Oriente, o Império está, como desde o início do surgimento do poder romano no Oriente, enfrentando o desafio do Império Persa, então mantido pelos sassânidas.

## Anos iniciais (cerca de 575-610)

### Origem

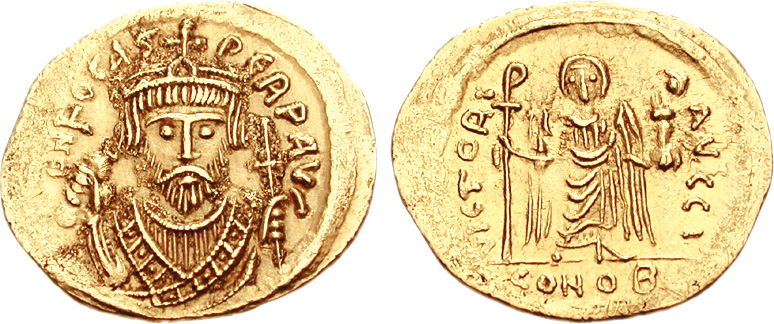
Soldos com a efígie de Focas

Heráclio nasceu por volta de 575 na Capadócia. Ele é filho do patrício Heráclio, o Velho, oficial superior do exército do Imperador Maurício (r. 582-602), de origem armênia, e de sua esposa Epifânia. Enquanto a incerteza permanece sobre as origens familiares de Heráclio, é a raiz armênia que é a mais retida pelos historiadores.
Heráclio, o Velho, serviu por muito tempo nas províncias orientais, perto da fronteira persa, como assistente do Mestre dos soldados do Oriente, e depois, a partir de cerca de 595 como mestre dos soldados da Armênia. É lá, portanto, que o futuro imperador teve suas raízes e passou uma grande parte de sua juventude. Ele também adquiriu um bom conhecimento da região, sua geografia e seus habitantes, o que pode tê-lo servido bem nas campanhas armênias que liderou contra os persas no início de seu reinado. Bem educado, ele dominou tanto o grego quanto o armênio. No entanto, seu grau de proficiência latina não é conhecido. Por volta de 600, Heráclio, o Velho foi nomeado exarca de Cartago, um dos mais altos postos do Império, o que atesta sua posição de homem de confiança para o Imperador Maurício. Se as obras de Charles Diehl concluíram que a África Bizantina era então uma província deserdada e secundária, as obras modernas consideram, ao contrário, que era uma região próspera. Na Crônica de Fredegário, é relatado que Heráclio lutou contra leões e ursos na África, na tradição dos jogos circenses romanos. No entanto, tal afirmação é difícil de verificar e poderia ser em grande parte romantizada. Na realidade, a vida de Heráclio, o Jovem na África é desconhecida para nós, exceto que ele conheceu sua primeira esposa, Fábia Eudócia, a filha de um rico proprietário de terras chamado Rogas.
Vários autores nos deixaram descrições físicas de Heráclio. Segundo Frédégaire, ele é "bem feito, alto e conhecido por sua bravura na batalha". Leão, o gramático, escrevendo no século X, relata que ele "é robusto, com peito largo, belos olhos azuis, cabelos dourados, pele clara e barba cheia". Segundo uma tradição recolhida por Raban Maur, monge alemão do século XIX, ele foi "um soldado de grande energia, um homem muito eloquente, fisicamente bonito, dedicado a todas as atividades seculares, mas inteiramente dedicado à fé católica, submisso à Igreja, benevolente e zeloso para com ela".

### A rebelião
Um ponto de viragem aconteceu em 602, quando Maurício foi derrubado e morto após um motim do exército balcânico liderado por Focas. Esta é a primeira vez em várias décadas que um imperador cai por causa de uma conspiração. No início, Focas mantém muitos líderes civis e militares no cargo, incluindo o exarca Heráclio, o Velho, mas ele logo enfrenta a hostilidade mais ou menos aberta deles e vários enredos, que ele reprime de forma cada vez mais sangrenta. Acima de tudo, o imperador dos Sassânidas, Cosroes II, aproveita a situação para invadir o Império, reivindicando vingança pela morte de Maurício, que anos antes o havia posto no trono persa. Rapidamente, Focas fica sobrecarregado e perde possessões no Leste, enfraquecendo ainda mais sua posição.

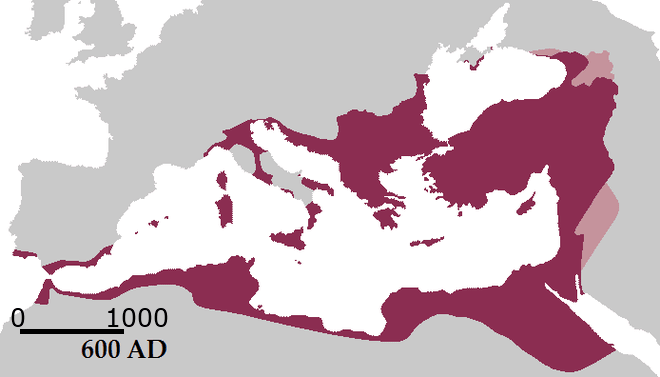
O Império Bizantino em torno de 600, quando Focas tomou o poder. Em rosa claro, territórios controlados por aliados próximos ao Império

É neste contexto, em 608, que a família de Heráclio fomentou uma conspiração. As verdadeiras razões por trás desta revolta são difíceis de estabelecer exatamente. A impopularidade de Focas é real, assim como a fraqueza de sua legitimidade. Chegando ao poder em um golpe sangrento, ele nunca se estabeleceu como o governante respeitado do Império, especialmente porque sua violência e má administração só aumentaram sua impopularidade. Entretanto, além de uma rebelião guiada unicamente pelo interesse geral do Império, os historiadores, incluindo Kaegi, acreditam que a família de Heráclio também é influenciada por interesses pessoais. A África bizantina era um lugar ideal para a rebelião, já que é um território distante de Constantinopla, que não é ameaçado pelos sassânidas e tem recursos abundantes, suficientes para sustentar um exército e esperar tomar o poder supremo.
Heráclio pai e filho foram nomeados cônsules, provavelmente por sua própria iniciativa, o que representou um desafio direto ao poder do imperador que sozinho detinha este título por muitas décadas. Logo, o Egito foi adquirido por eles através da intervenção de Nicetas, o primo de Heráclio, o Jovem, e as moedas começaram a ser cunhadas em sua efígie. Focas está sob ataque de todos os lados, inclusive nos Bálcãs, onde incursões bárbaras ameaçam a soberania bizantina sobre a região. Sua principal reação é a prisão de Epifânia e Fábia Eudócia, a noiva de Heráclio, o Jovem. Ele também envia seu principal general, Bonósio, para lutar contra Nicetas, sem sucesso.
Na primavera de 610, Heráclio, o Jovem, assumiu o comando de uma frota. Como Nicetas, seu exército consistia principalmente de mouros e é possível que sua operação complementasse a de seu primo no Egito. A rota de sua expedição não é conhecida com certeza. Ele parece ter parado em várias ilhas, inclusive na Sicília, bem como em Tessalônica, mas sem qualquer garantia. Por outro lado, ele acabou penetrando no Mar de Mármara sem encontrar nenhuma resistência e posicionou suas forças perto da capital. Ele primeiro tomou o porto de Abidos e depois derrotou uma frota lealista perto do porto de Sophia em Constantinopla, antes de desembarcar perto de Hebdomon em 3 de outubro. O pânico tomou conta da cidade, onde os principais apoiadores de Focas o abandonaram um a um, incluindo Prisco, líder dos Excubitores e Bucelários (da Guarda Imperial). Quanto às Facções, a dos Verdes apoia cada vez mais abertamente Heráclio. Privado de tropas leais, o imperador acabou sendo capturado pelo patrício Probos que o levou ao usurpador. Um breve intercâmbio é relatado entre os dois homens: - "É assim," perguntou Heráclio, "que você governou o império?" - "Você vai," respondeu Focas, com espírito inesperado, "governá-lo melhor?". Heráclio não demorou a executá-lo e seu cadáver foi mutilado.
Em 5 de outubro Heráclio é coroado como o novo imperador. É difícil saber se seu pai ainda está vivo naquela época, mas de qualquer forma, ele morre por volta desta data. Pouco depois, Heráclio se casa com sua noiva, Fábia Eudócia. Nicetas torna-se o prefeito do Egito, cuja lealdade ele assegura ao novo poder. Poucos dias após sua coroação, o novo imperador mandou queimar a bandeira da facção Azul, por causa de seu apoio a Focas. A principal resistência veio de Comencíolo, irmão do falecido imperador, que comandou um exército no Oriente e se barricou em Anquire. Ele é finalmente assassinado por um patrício chamado Justin no final de 610 ou no início de 611. Embora esta eliminação tenha confirmado o trono de Heráclio, a situação interna permaneceu instável. O Império experimentou duas usurpações violentas em menos de dez anos, rompendo com um longo período de relativa estabilidade. A autoridade imperial está necessariamente enfraquecida, enquanto em todo o Império existem focos de violência e agitação, particularmente nas cidades. Acima de tudo, os inimigos do Império se aproveitaram das circunstâncias para atacar as fronteiras.

## Guerra contra os Persas e a Paz (610-633)

### Séries de Derrotas (610-622)
{{Artigo principal|[[Guerra bizantino-sassânida de 602–628|}}De 610 a 628, toda a energia do novo imperador foi concentrada no inimigo sassânida no que às vezes é chamado de a última grande guerra da antiguidade. Iniciado em 602, foi o clímax das guerras entre persas e bizantinas, que assumiram a rivalidade entre Roma e o mundo iraniano, primeiro dominado pelos partos e depois pelos sassânidas. Ao contrário de conflitos anteriores, esta guerra está em grande escala, mobilizando todo o aparato militar dos dois rivais e levando a penetrações profundas no território oposto e à devastação em larga escala. O Império Bizantino viu todas as suas províncias orientais ameaçadas, até o Egito e a Anatólia. Mais amplamente, é o aparelho militar bizantino que está ameaçado por esta guerra. Enfraquecido ciclicamente pela desordem interna dentro do Império, ele também está em declínio desde a morte de Justiniano. A diminuição de pessoal enfraqueceu a capacidade do exército bizantino de defender fronteiras estendidas. Em última análise, esta guerra marcou o início de uma profunda evolução do aparelho militar bizantino.

#### A invasão das províncias orientais

Campanhas militares romanas e persas entre 611 e 624

Sob Focas, os persas desencadearam uma nova guerra contra os bizantinos, reavivando a rivalidade tradicional entre os dois polos imperiais do Mediterrâneo Oriental e do Oriente Médio. Eles aproveitaram a desordem interna dentro do Império Romano Oriental e a fraqueza do regime de Focas para avançar, sem encontrar uma oposição séria, pois os exércitos desertaram as fronteiras para participar das lutas pelo poder. No advento de Heráclio, os persas sassânidas já ocupavam importantes territórios pertencentes ao Império (Armênia bizantina, Capadócia, parte da Síria) e seu progresso continuou com a captura de Antioquia em 8 de outubro de 610 e a de Apameia no dia 15 do mesmo mês; Emesa se rendeu aos persas em 611. Antioquia, em particular, foi totalmente saqueada, parte de sua população massacrada (incluindo o patriarca Melquita Anastácio II de Antioquia) e outra parte deportada para o território persa, repetindo o que já havia acontecido durante a captura anterior persa da cidade em 540. Parece que Heráclio abriu as negociações de paz quando chegou ao poder, mas elas foram recusadas. Cosroes II provavelmente quer capitalizar sua vantagem e aproveitar ao máximo a fragilidade bizantina.
Os persas estão agora em condições de atacar a Anatólia, uma região que antes era um santuário e que se abre para o centro do Império Bizantino. Eles cercaram Caiseri em 611. Prisco é enviado para a cidade com reforços. Se ele não pode evitar a queda da cidade, ele, por sua vez, sitia os persas. O General é acompanhado por Heráclio, que se desloca pessoalmente para a frente, a primeira vez para um imperador em décadas. No fim, os persas conseguem romper o cerco de Prisco.
A situação continua se deteriorando no Leste, onde os sassânidas podem facilmente continuar suas conquistas. Em 613, Heráclio mais uma vez assumiu a liderança de um exército em direção a Antioquia, mas foi derrotado e teve que recuar, enquanto Cilícia caiu na esteira. A Palestina está agora isolada, especialmente porque Damasco é tomada no mesmo ano, e Nicetas não pode bloquear o avanço do inimigo. Em 614, Jerusalém é sitiada e cai rapidamente. O choque foi imenso, especialmente porque as relíquias não haviam sido evacuadas de antemão. Os persas apreenderam várias delas, incluindo a Cruz Verdadeira, que levaram para casa, enquanto muitas igrejas foram saqueadas e a Igreja do Santo Sepulcro destruída. A perda de vidas também foi considerável, totalizando várias dezenas de milhares de homens, mortos ou escravizados, incluindo o Patriarca Zacarias de Jerusalém. A próxima parada na estrada das forças de Cosroes II é o Egito. A rica província liderada por Nicetas foi atacada em 618 pelo General Sarbaro e conquistada inteiramente em poucos anos. É possível que a população, em grande parte monofisista, não tenha colocado uma resistência franca porque viu nisso uma oportunidade de se livrar da tutela de Constantinopla, que muitas vezes era hostil à sua doutrina religiosa. Em qualquer caso, a queda do Egito foi um desastre. Privou o Império de seu celeiro e o provisões, tendo a distribuição de trigo gratuito a Constantinopla, desaparecendo em 618.
Após a queda de Jerusalém, o general persa Saíno também liderou uma ofensiva na Ásia Menor, devastando Anchor, Sárdis, chegando mesmo a Calcedônia, em frente a Constantinopla, no Bósforo. Filípico consegue distraí-lo com uma campanha para o leste, o que obriga o general persa a ir atrás dele. No entanto, o velho comandante bizantino adoeceu rapidamente e morreu logo depois, privando Heráclio de um de seus melhores líderes militares.
Heráclio novamente busca a paz por volta de 614 ou 615, provavelmente depois de ter encontrado pessoalmente o general persa Saíno quando ele está em Calcedônia. Mais uma vez, sua tentativa é um fracasso. Contudo, de acordo com o Pseudo-Sebeos, Heráclio está pronto para reconhecer a superioridade do Império Persa e para se fazer vassalo de Cosroes. Entretanto, os persas insistem em não reconhecer o novo imperador e prendem os embaixadores. É provável que Cosroes, entusiasmado por seus múltiplos sucessos, deseje levar sua vantagem o mais longe possível.

### O Contra-ataque (622-626)

#### Medidas drásticas

O Império Sassânida em sua máxima extensão sob Cosroes II

A partir de 622, Heráclio muda de estratégia. Antes preso em Constantinopla, com exceção de algumas campanhas militares mal sucedidas, ele decidiu ir para a ofensiva. Nos últimos anos, ele tem se concentrado em assumir gradualmente o controle da situação. Devido a perdas territoriais, a arrecadação de impostos tem sido profundamente perturbada. Ele tomou nota disto e teve uma nova moeda de prata, o hexagrama, batido, na qual foi gravada a inscrição Deus adiuta Romanis ("Que Deus ajude os romanos"). Walter Kaegi vê nesta locução a expressão de um medo pela sobrevivência do Império, enquanto os discursos com tons apocalípticos parecem se repetir neste período, com o medo de um colapso do mundo romano diante dos invasores. Voltando à numismática, o follis, uma pequena moeda de cobre, também perdeu seu valor, pois seu peso caiu de 11 gramas para oito gramas. Estas depreciações do sistema monetário bizantino tornam possível absorver melhor o choque econômico. Eles são acompanhados por uma centralização gradual da produção monetária, agora concentrada em Constantinopla, e pelo fechamento de centros emissores de dinheiro nas províncias.
Heráclio reduz a remuneração dos funcionários públicos, aumenta os impostos e toma medidas contra a corrupção para limpar as finanças imperiais. Internamente, ele parece estar conseguindo conciliar as facções urbanas dos partidos Azul e Verde, que têm sido uma grande fonte de agitação por várias décadas. Ele está reorganizando um exército profundamente perturbado por derrotas em série. Em geral, apesar da situação crítica no Império, nenhuma grande rebelião surgiu. Finalmente, um Heráclio profundamente piedoso multiplica as manifestações espirituais. Entretanto, isto não o impede de envolver a Igreja no esforço de guerra. Devido à falta de metais preciosos, ele procedeu para recuperá-los onde quer que pudesse encontrá-los, especialmente em monumentos ou objetos religiosos que ele derreteu. As autoridades religiosas consentem com este esforço excepcional, que toma a forma de um empréstimo, em nome da luta contra um inimigo do cristianismo. Alguns historiadores às vezes se referem a isto como uma cruzada, devido à dimensão religiosa do conflito. Embora seja verdade que Heráclio não hesitou em convocar a religião para motivar suas tropas e justificar suas decisões, historiadores como Walter Emil Kaegi são mais cautelosos. Eles acreditam que o fator religioso é apenas um aspecto de um conflito mais amplo entre as duas superpotências regionais, sendo não único.
Entre as medidas de reorganização empreendidas pelo Imperador, Georg Ostrogorsky atribuiu-lhe a criação de temas, distritos civis e militares fundados na Ásia Menor e que cobrem a área de guarnição de unidades militares específicas. Este sistema, que realmente apareceu no século antigo e se tornou a base da organização administrativa do Império Bizantino, de fato se desenvolveu muito mais gradual e seguramente após a morte de Heráclio. Em qualquer caso, os historiadores modernos rejeitam a ideia da criação de temas na época da guerra com os persas. Podemos justamente atribuir-lhe a criação de um corpo de elite, o Opsikion, que era relativamente pequeno em tamanho, mas com forte capacidade operacional e mobilidade, que foi usado para travar sua guerra de movimento na retaguarda do exército persa a partir de 622.

#### Uma estratégia agressiva

Campanhas de Heráclio em 624, 625 e 627-628 através da Armênia, Anatólia e Mesopotâmia

Na primavera de 622, Heráclio está pronto para lançar uma contraofensiva. Ele conseguiu reunir um corpo de tropas suficiente para garantir a continuidade do poder em Constantinopla. De fato, ele planeja se comprometer pessoalmente à frente de seus homens. Foi o Patriarca Sérgio e o General Bono, dois parentes próximos de Heráclio, que exerceram a regência e cuidaram dos dois jovens filhos do imperador. Após um grande reforço das cerimônias religiosas, ele deixou a cidade imperial e navegou para a Ásia Menor. Seu objetivo era reunir ali as tropas, muitas vezes dispersas. Embora a Ásia Menor tivesse sido devastada pelos exércitos persas, não foi realmente ocupada pelo inimigo, e vários corpos de exércitos permaneceram, incluindo os do Mestre dos soldados da Armênia ou do mestre dos soldados do Oriente, apesar das perdas sofridas. Estes soldados de várias unidades estão agora reunidos sob a liderança pessoal do imperador. De agora em diante, é nas fronteiras da Anatólia e do Cáucaso que Heráclio entrará em guerra. Ele certamente pretendia tirar proveito de seu conhecimento de um território geograficamente atormentado, o que lhe proporcionou pontos de apoio e lugares de retiro suficientes para esperar perturbar os sassânidas e ameaçar a Mesopotâmia, o coração do Império Persa. Além disso, sabe que pode contar com uma população local mais favorável aos bizantinos do que aos persas, bem como com potenciais aliados entre os povos do Cáucaso, muitas vezes cristianizados, e os Goturcos, cujo império se estende ao norte do Mar Cáspio. Durante várias semanas, ele reuniu forças na bitítnia, que ele submeteu a duro treinamento. Em junho, ele entrou na ofensiva e se dirigiu à Armênia, onde derrotou uma tropa inimiga, antes de encontrar a oposição do General Sarbaro, que bloqueou seu acesso à Pérsia. Em agosto, ele consegue derrotá-lo. Embora a vitória certamente não tenha sido decisiva, ela teve um efeito positivo óbvio sobre o moral das tropas. No entanto, o imperador não pôde aproveitar sua vantagem. O inverno está chegando e os Ávaros retomaram suas incursões nos Bálcãs. Ele deixou seu exército passar o inverno na Armênia e foi à Trácia em 623 para se encontrar com o líder Ávaro. As negociações não avançam quando tentam emboscar a embaixada bizantina liderada pelo próprio Imperador. Heráclio conseguiu escapar a tempo enquanto os nômades devastavam a região dentro das Longas Muralhas, antes de aceitar a paz ao preço de 200.000 soldos de ouro. O sacrifício financeiro é importante para um Império sem sangue, mas é necessário para que Heráclio evite uma guerra de duas frentes e transfira tropas preciosas para o Oriente.
Na Páscoa 624, Heráclio está novamente em condições de viajar para o Oriente, onde os persas endureceram as condições de sua ocupação dos territórios conquistados. Acompanhado de sua esposa e dois filhos, ele conduz seu exército até Dvin, uma cidade na Persarmênia, que ele resgata depois que Cosroes II novamente se recusa a negociar. O Imperador Bizantino começa a devastar o Atropatene e ameaça a Mesopotâmia Persa. Cosroes vai ao seu encontro pessoalmente, mas se recusa a entrar em batalha e prefere se retirar. Heráclio o persegue e chega a Ganzaca onde destrói o templo de fogo de Takht-e Sulaiman, um dos principais lugares de adoração do zoroastrismo. Quando chegou o inverno, ele se retirou para a Albânia do Cáucaso, onde o exército passou o inverno e preparou uma nova campanha para o ano seguinte. Desta vez, foram três generais persas (Sarablangas, Sarbaro e Saíno) que tiveram que se opor a ele, cada um à frente de um exército diferente. Heráclio conseguiu habilmente evitar enfrentá-los juntos e rotear os diferentes exércitos que encontrou. Esta guerra de movimento durou o ano inteiro e, se o Imperador não pôde reivindicar vitórias decisivas, ele perturbou muito a estratégia dos sassânidas que não conseguiam se livrar da ameaça que representava para sua retaguarda. Forçados a mobilizar tropas para defender seu próprio território, eles não podem amontoar suas forças contra Constantinopla.

#### O ponto de inflexão de 626
Finalmente, no início de 626, Cosroes II forçou a decisão e enviou Sarbaro com um exército para Constantinopla, e Saíno com outro, maior, contra o exército de Heráclio. O imperador decidiu retornar a Constantinopla, mas confiou a seu irmão Teodoro o grosso de seu exército, que venceu o confronto contra Saíno, que morreu ali. No entanto, Heráclio chegou tarde demais para esperar retornar a Constantinopla. A estrada é cortada pelos sassânidas que ocupam o lado asiático do Bósforo. De acordo com Howard Johnston, é improvável que o objetivo de Cosroes II seja a conquista de Constantinopla porque nenhuma armada significativa intervém para reforçar as tropas terrestres de Sarbaro. Os sassânidas procuram mais seguramente empurrar Heráclio para a luta, forçando-o a se expor para defender a cidade imperial. No entanto, a situação torna-se crítica quando os Ávaros retomam a ofensiva nos Bálcãs e reúnem um grande exército que penetra nos muros de Constantinopla. A cidade imperial é então tomada em pinça. É difícil saber o nível exato de coordenação entre os Ávaros e os Sassânidas, mas uma vez na frente de Constantinopla, uma aliança é estabelecida. No entanto, os bizantinos mantêm o controle dos mares e bloqueiam as comunicações no Bósforo, o que impede uma boa coordenação entre os dois aliados. Entretanto, os persas, bloqueados na costa asiática, não podem tirar proveito de seu domínio da poliorcética, ainda que essencial para ter a esperança de invadir uma cidade tão bem fortificada. Além disso, Constantinopla é defendida por uma grande guarnição de mais de 10 000 homens, galvanizados pelo fervor religioso do Patriarca Sérgio, que repeliu os vários ataques Ávaros e as poucas tentativas de ataques marítimos. Em agosto, os nômades finalmente se retiraram para os Bálcãs. Quanto a Sarbaro, ele é informado da vontade do imperador persa de matá-lo por causa de seu fracasso, e encontra Heráclio que se propõe a desertar. O general persa aceita e conduz seu exército para a Síria, onde adota uma atitude de espera e observação. Para o Imperador, o sucesso é importante. Ele salvou sua capital, derrotou o exército persa de Saíno e privou Cosroes de seu melhor general, que agora é um aliado em potencial.

### Recuperação da Paz (627-633)

#### A ofensiva vitoriosa (627-628)

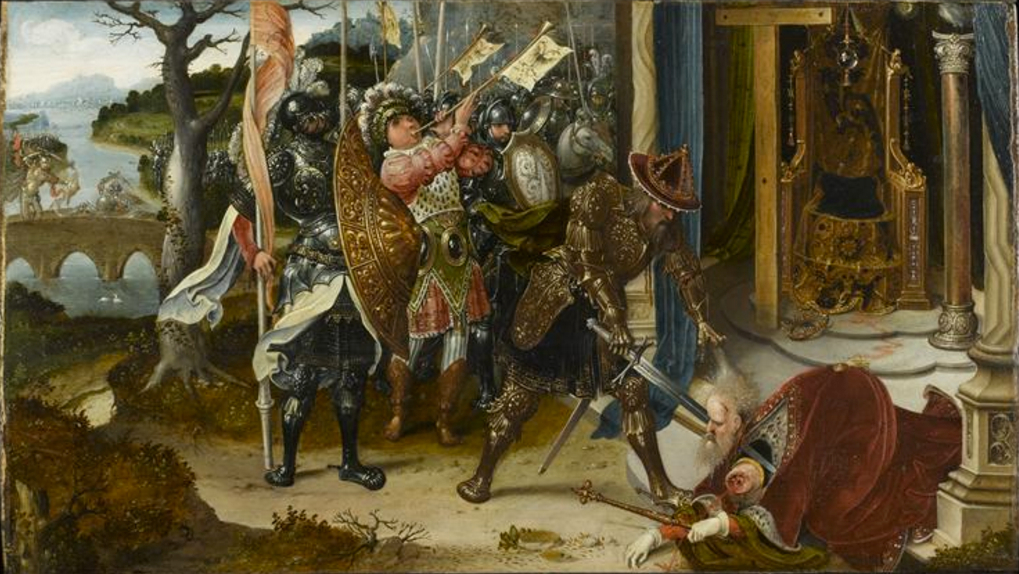
Heráclio decapita Cosroes II (cena fictícia), óleo sobre painel por Jan de Beer, 24 × 42,5 cm, Paris, Musée du Louvre, doado pela Société des Amis du Louvre

Em 627, Heráclio pôde iniciar uma nova campanha nas fronteiras de seu império, coroada por seus sucessos do ano anterior. Ele foi para a Lázica, uma região fronteiriça do Cáucaso, onde novamente reuniu suas tropas. Ele também se comprometeu a retomar as negociações com os Goturcos, um povo de língua turca do norte do Cáucaso. Eles são um aliado chave na luta contra os persas, para reforçar o exército bizantino e esperar ganhar a decisão. É organizada uma reunião entre o imperador e o Grão-cã dos Goturcos que leva a uma aliança. Não demorou muito para que ela demonstrasse sua importância. Os goturcos lançaram um ataque contra o território persa e, em coordenação com as forças bizantinas, invadiram a cidade de Tiblíssi, que caiu em 628. Heráclio aproveitou a oportunidade e empurrou seu avanço até a Mesopotâmia. Ele se beneficiou de reforços que lhe permitiram manter sua ofensiva apesar da deserção dos goturcos. Desta vez, ele ignorou o próximo inverno e se apresentou diante de Nínive em dezembro. Lá, o exército persa liderado por Razates finalmente consegue interceptá-lo e começa uma batalha decisiva, que os bizantinos vencem. Os sassânidas são forçados a fugir, Cosroes barrica-se em sua capital enquanto Heráclio resgata a importante cidade de Dastaguirde. Apesar destas derrotas em série, Cosroes persiste em recusar a paz. O imperador avança então para os portões de Ctesifonte, mas as enchentes o impedem de lançar um ataque. Ele prefere se retirar para Ganzaca, não sem saquear os campos do inimigo. Ao mesmo tempo, o poder persa, em plena desorganização, começa a se desintegrar. Cosroes, que procura antecipar sua sucessão, planeja coroar seu filho mais novo, Merdasas, mas ele é derrubado e executado por seu filho mais velho, Cavades II, em fevereiro de 628.

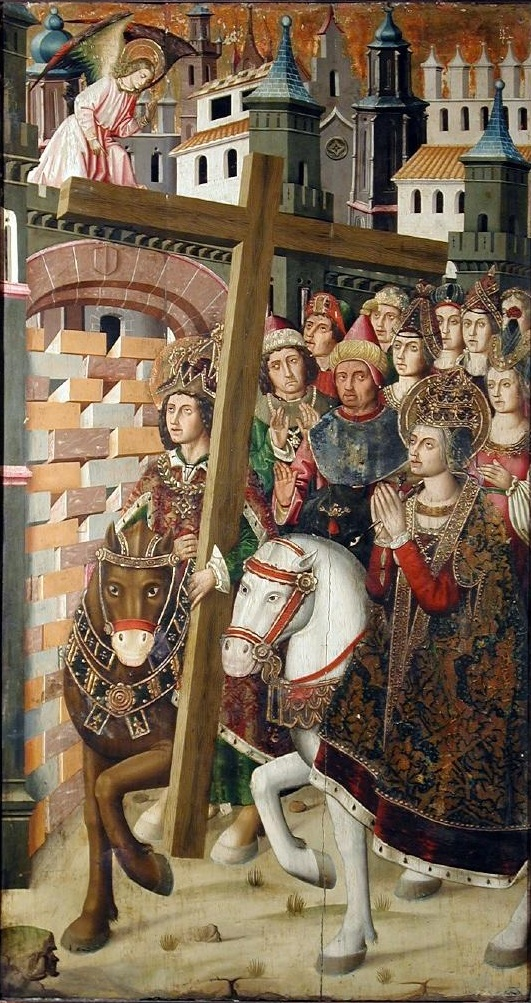
Heráclio traz a verdadeira cruz de volta a Jerusalém, acompanhado por Santa Helena. Óleo sobre painel de madeira por Miguel Ximenez, século XV

O novo rei persa abriu imediatamente negociações de paz que sinalizaram um retorno ao status quo ante bellum, a libertação dos prisioneiros e o fim das hostilidades. No entanto, o retorno à paz é difícil. Síria, Egito e Palestina ainda são detidos por Sarbaro, que não tem pressa de entregá-los ao poder bizantino. Ao mesmo tempo, Cavades morre em setembro e é substituído por Artaxer III. Finalmente, em julho de 629, Heráclio encontra o general persa, que concorda em libertar os territórios ocupados e entregar a Vera Cruz aos bizantinos, em troca do apoio do Imperador para sua reivindicação ao trono persa e a retirada das tropas bizantinas da Mesopotâmia. Para Heráclio, era uma questão de aproveitar a instabilidade do poder em seu adversário para garantir a aplicação do tratado de paz. Neste caso, Sarbaro levou apenas alguns meses para que Artaxer fosse assassinado antes que ele mesmo fosse eliminado em junho de 630 e substituído por Borana, uma filha de Cosroes II. Estas sucessões violentas testemunham a profunda desorganização do estado sassânida no final da guerra.
Enquanto isso, Heráclio reocupa as províncias perdidas e traz a Cruz Verdadeira de volta a Jerusalém com grande pompa em março de 630. Foi a primeira vez que um imperador bizantino visitou a Cidade Santa e sua visita foi cercada por toda uma cerimônia. Para o imperador, foi uma oportunidade para ampliar seu status de defensor do cristianismo e para celebrar seu sucesso decisivo contra os persas. O evento ocupa um lugar importante no imaginário cristão, através da celebração da exaltação da Santa Cruz. É também uma forma de ele seguir os passos de Constantino, o fundador de Constantinopla, a quem a cristianização do Império Romano está associada. Seus contemporâneos também o compararam a David, provavelmente por instigação do próprio poder imperial. As Placas de Davi, um conjunto de talheres de prata produzidos sob Heráclio, ilustram as façanhas do rei de Judá, que talvez ecoem as próprias realizações do imperador bizantino contra os sassânidas.

#### Razões para o sucesso

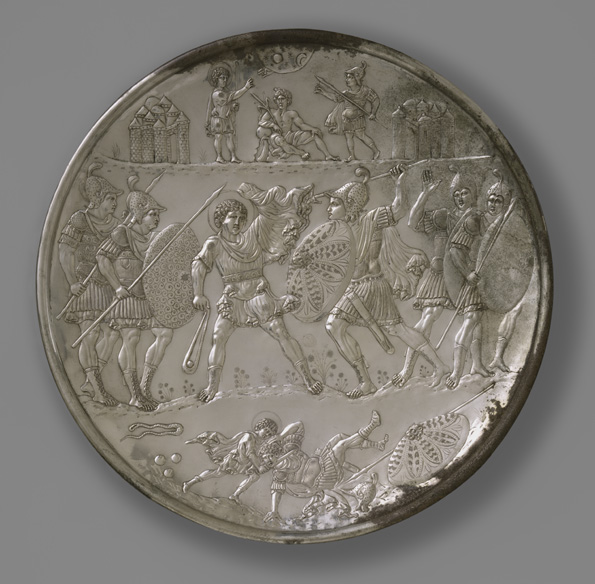
Uma das placas de David representando a luta de David contra Golias

No final da guerra contra os persas, Heráclio conseguiu assim dar uma volta completa à situação militar. Poucos anos após sua tomada do poder, ele estava à beira da vitória. Há várias razões para este sucesso. Antes de mais nada, os persas devem certamente ter sido confrontados com uma extensão excessiva de suas linhas de comunicação e dificuldades logísticas no controle de faixas inteiras de novos territórios. A este respeito, eles nunca conseguiram dominar completamente a Anatólia, o que permitiu ao Imperador usá-la como base para sua reconquista. Heráclio também realizou uma profunda reorganização de seu Império e tomou medidas excepcionais, já mencionadas, para assegurar o financiamento de suas operações militares. Acima de tudo, ele teve a audácia de deixar Constantinopla para realizar operações nas fronteiras de seu Império, na região do Cáucaso, que ele conhecia bem desde sua infância e cuja geografia atormentada era capaz de servi-lo favoravelmente. Como tal, ele conquistou poucas vitórias decisivas. Seu sucesso repousa menos na busca de confrontos frontais ou grandes batalhas do que na capacidade de uma forma de guerrilha ou guerra de movimento que aproveite a divisão e o erro da liderança persa. Ele sempre consegue fazer uma ameaça à retaguarda do inimigo, impedindo o inimigo de lançar uma ofensiva geral contra o coração do Império Bizantino. Ele usou de muita surpresa para desarticular seu oponente, como em sua decisiva campanha de inverno de 627-628. Finalmente, sua habilidade diplomática é notável, particularmente em sua capacidade de engajar aliados fortes no final da guerra. Walter Emil Kaegi destaca a capacidade de Heráclio de explorar as oportunidades que lhe são apresentadas e de usar todos os meios à sua disposição, inclusive os não militares, para dirigir uma situação a seu favor.
Entretanto, este sucesso não deve mascarar uma realidade palpável. O Império está esgotado por trinta anos de guerra e conflitos internos. Regiões inteiras escaparam do controle de Constantinopla e estão completamente desorganizadas, as finanças estão no seu mais baixo refluxo e o exército, embora reconstruído, é frágil e sem sangue. Da mesma forma, o tecido das antigas cidades que formam a arquitetura do mundo provincial romano é profundamente abalado pelas invasões e destruição que as acompanham. Pesquisas recentes têm às vezes temperado a tese de um colapso do mundo urbano do Oriente Próximo, mas os desenvolvimentos atuais atestam uma perda de influência por parte das autoridades municipais. A Ásia Menor, devastada pelos ataques persas, está assistindo a um declínio em sua população urbana, uma observação que é ainda mais acentuada em regiões inteiras dos Bálcãs. Até mesmo Constantinopla está passando por um declínio em sua população. Além disso, um movimento fundamental estava em ação com um declínio geral do modelo da cidade antiga, a pólis, substituída por unidades urbanas menores e melhor fortificadas. No final, enquanto o poder pessoal de Heráclio foi fortalecido, seu Império foi profundamente enfraquecido por esta provação.

#### Um Breve Descanso (628-633)

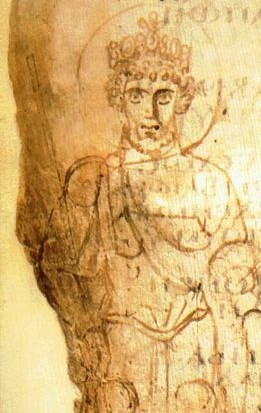
Representação do imperador Heráclio como Jó, século VII

Na virada do ano 630, o Imperador Bizantino finalmente pôde se dedicar à reconstrução e estabilização de seu império maltratado. A guerra contra os persas teve o mérito de legitimar seu poder desde que ele apareceu como o salvador do Império. Jorge de Pisídia escreve sobre ele como o salvador do mundo, certamente para contrabalançar a prevalência das profecias sobre o fim do mundo romano que prevaleceram nos anos 610-620. Outras fontes da época traçam um paralelo entre Heráclio e Alexandre, o Grande por causa de sua vitória sobre os persas. Walter Kaegi vê este breve período de paz como um momento em que tudo parece possível para Heráclio. Foi nesta época que ele decidiu tomar o título grego de basileu, em vez do antigo nome de Imperador César, para designar o Imperador Romano. Esta mudança de terminologia não implica realmente nenhuma novidade na concepção do poder imperial. Alguns historiadores, notadamente John Bagnell Bury, viram isso como uma forma de celebrar a vitória sobre a monarquia persa porque o termo basileu é uma transcrição do título de rei dos reis levado pelo soberano sassânida. Ao derrotá-lo, Heráclio poderia então recuperar seu título para materializar a superioridade do Império Bizantino, mas esta interpretação não é unânime. Por outro lado, este desenvolvimento sinaliza a primazia agora adquirida pela língua grega sobre o latim, o que representa um ponto de inflexão na afirmação de um mundo romano oriental distinto e mais um passo rumo ao fim da Antiguidade.
Heráclio aproveitou a trégua para reembolsar a Igreja pelos esforços que ele exigiu dela para financiar a guerra. Ele também está atento à estabilização das finanças públicas, que têm sido muito perturbadas. Ele desmobilizou parte de seu exército a fim de reduzir os gastos militares e teve o cuidado de restabelecer as instituições que poderiam ter desaparecido de certas regiões. Embora ele tenha sido capaz de adaptar as estruturas administrativas bizantinas caso a caso, ele não tem nenhuma ambição de revolucioná-las e está simplesmente tentando restaurá-las. De acordo com John Haldon, é o contexto de convulsões gerais e não o desejo do imperador que leva à mudança. Assim, as antigas prefeituras pretorianas desaparecem gradualmente, varridas pela desintegração das antigas fronteiras. Outras transformações confirmam tendências fundamentais. Assim, entre as mudanças que aparecem, o posto de sacelária passa por um importante desenvolvimento. Normalmente, ele designava a pessoa que administrava os bens do imperador para a tesouraria imperial, mas com o passar do tempo, e mesmo antes de 610, ele veio para ocupar missões expandidas, como Teodoro Tritírio, que foi um dos generais bizantinos na batalha de Jarmuque em 636. Conjuntamente, esta importância crescente atesta as dificuldades financeiras encontradas pelo poder imperial. Mais amplamente, instituições diretamente ligadas à pessoa do imperador estão ganhando importância, o que atesta uma maior centralização do poder imperial, ligada ao declínio das estruturas locais e a um maior controle sobre as finanças públicas. No decorrer do século, toda a administração tributária do Império foi gradualmente transformada na esteira das medidas monetárias, fiscais e administrativas tomadas por Heráclio durante seu reinado.
Nas outras regiões do Império, a ação de Heráclio é mais limitada. Somente a África bizantina escapou dos horrores da guerra. Ele só pode notar o desaparecimento da Espânia, apesar de o Império ainda manter Ceuta no lado africano do Estreito de Gibraltar. Nos Bálcãs, a situação é difícil. O campo foi devastado pelos Ávaros e enquanto seu Império começa a declinar após o cerco fracassado de Constantinopla, a soberania bizantina sobre a península é limitada. Os Esclavenos (principados eslavos) começam a se formar, especialmente na costa da Dalmácia, onde apenas algumas cidades ainda são mantidas pelo poder imperial. Nenhuma tentativa séria é feita por Heráclio para restaurar a ordem nesta região, provavelmente por falta de meios e tempo. Além disso, ele pode estar relutante em enviar tropas da Ásia para os Bálcãs, com o risco de provocar um motim. Em qualquer caso, a questão dos Balcãs não está no topo de sua lista de prioridades. No entanto, ele consegue enfraquecer a hegemonia ávara colaborando com certos grupos eslavos, incluindo os ancestrais dos croatas e sérvios que obtêm o direito de se estabelecer entre os Drava e o Adriático. O imperador, no entanto, não conseguiu cristianizá-los. Segundo os cronistas bizantinos, notadamente Constantino VII Porfirogênito, foi por iniciativa de Heráclio que os povos eslavos foram autorizados a se estabelecer em terras imperiais, mas os historiadores modernos acreditam que ele tentou principalmente colaborar com povos já mais ou menos estabelecidos ao sul do Danúbio. Ele também apoiou a rebelião dos Onoghurs liderada por Cubrato, que criou o que é conhecido como a Antiga Grande Bulgária às custas dos Ávaros. Em resumo, o reinado de Heráclio marcou uma virada no controle bizantino dos Bálcãs, que foi muito reduzido ou mesmo desaparecido em certas regiões, como o norte da Ilíria. A longo prazo, esta evolução favorece a separação entre a antiga parte ocidental do Império Romano, especialmente o norte da Itália, da cultura latina, e o Império Romano Oriental, da cultura grega.

## Heráclio diante da conquista árabe (634-641)

### A perda definitiva das províncias orientais
Em 634 Heráclio tinha cerca de sessenta anos de idade, uma idade avançada para a época. Enquanto ele finalmente estabilizou seu império, uma nova ameaça emerge na Palestina. Na Arábia, quando persas e bizantinos se enfrentaram em uma guerra em grande escala, o Islã apareceu nos anos 620, levado pelo profeta Maomé. Esta nova religião está na origem de uma unificação progressiva das numerosas tribos árabes da Península Arábica. Estas tribos estão há séculos relacionadas aos mundos romano e persa mas, além de algumas incursões fronteiriças, nunca foram capazes de desafiar a hegemonia destes dois impérios. A partir daí, levados por um espírito de conquista, eles lançaram um ataque ao Oriente Médio. O primeiro encontro entre os árabes muçulmanos e os bizantinos parece ter acontecido já em 629, quando Heráclio se preparava para ir a Jerusalém. A batalha de Mutá foi ganha, não sem dificuldade, pelos bizantinos que repeliram a incursão muçulmana, mas este foi apenas um primeiro aviso.

Mapa dos movimentos das tropas em 635-636 antes da batalha de Jarmuque, que preparou o caminho para a conquista da Síria e da Palestina

Foi especialmente a partir de 633-634 que os muçulmanos puderam entrar na ofensiva em larga escala, sob a liderança do primeiro califa, Abacar. Eles atacaram tanto os sassânidas quanto os bizantinos. No que diz respeito aos primeiros, a crise resultante do fim da guerra bizantina persa enfraqueceu seriamente as estruturas do Império, que se desmoronou em poucos anos, já que Ctesifonte, a capital do Império, caiu já em 637. Do lado dos bizantinos, as derrotas igualmente logo se acumularam. Entre 634 e 637, Heráclio permaneceu perto da frente, na região de Edessa ou Antioquia. Embora ele não se envolvesse pessoalmente nas campanhas militares como fez contra os persas, ele certamente estava bem-informado sobre a evolução da situação, a qual ele tentou da melhor maneira que pôde administrar. Já em 634 de fevereiro, as tropas palestinas foram derrotadas. O Imperador envia seu irmão contra este novo invasor, mas ele também é derrotado durante o verão, na Batalha de Ajenadaim. Esta derrota abriu o caminho para a conquista gradual da Síria e da Palestina. Damasco e Emesa caíram nos meses seguintes, ameaçando novamente a hegemonia bizantina na região. Em 636, Heráclio decidiu reagir energeticamente. Ele reuniu um grande exército liderado por vários generais, dos quais Vaanes parecia ser o comandante-chefe. Em agosto de 636, no vale de Jarmuque, encontra as forças muçulmanas lideradas por Calide ibne Ualide e, após vários dias de luta, é esmagada. A derrota estava completa, Vaanes foi morto e as forças sobreviventes foram forçadas a se retirar para a Anatólia. O choque é imenso para o Império Bizantino, que jogou suas principais forças em batalha. Heráclio, inseguro, não tem mais um exército para se opor ao invasor e prefere retirar-se para a Ásia Menor, atrás das Montanhas Taurus. Ele chega ao ponto de ordenar a destruição de Malatya e pratica a política da terra queimada na Cilícia. Ele repatria a Cruz Verdadeira e prefere enviar os poucos reforços que tem para proteger o Egito. O resto da Síria e da Palestina foi então entregue aos conquistadores que tomaram Antioquia e Alepo em 637, depois Jerusalém. A Mesopotâmia bizantina se viu isolada. Uma trégua assinada com os muçulmanos em 637 atrasou a invasão, mas em 639, a região caiu em poucos meses. A partir do ano seguinte, o Egito foi atacado. No início, o governador João propôs uma resistência feroz e o califa Omar ibne Alcatabe teve que enviar reforços. Finalmente, os bizantinos foram derrotados em julho de 640 na Batalha de Heliópolis, que abriu o caminho para a conquista da província. O Patriarca de Alexandria, Ciro de Alexandria, conseguiu negociar uma trégua, mas esta foi rejeitada por Heráclio quando este veio apresentar o acordo a ele em Constantinopla. Quando Heráclio morreu em 11 de fevereiro de 641, os muçulmanos tinham retomado seu avanço e estavam se preparando para dominar o Egito.

### Causas e consequências da invasão muçulmana

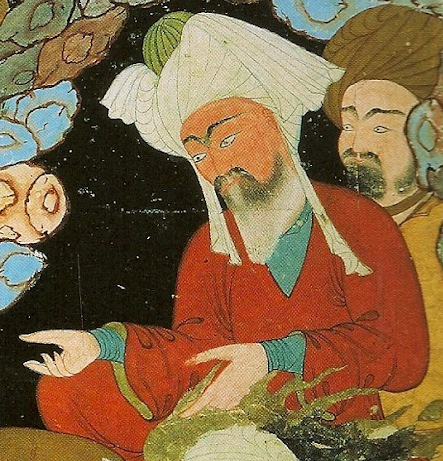
Miniatura turca representando o califa Abacar, mantida na Biblioteca Nacional da Saxônia

A velocidade do progresso muçulmano é espetacular. Ela se explica pela desorganização das províncias já conquistadas alguns anos antes pelos sassânidas e cujo sistema defensivo é frágil. Uma das explicações mais comuns para o colapso da resistência bizantina é o desejo de emancipação das populações síria, palestina e egípcia. Diante de um poder central bizantino que está ausente há muitos anos e que tenta regularmente impor seu dogma religioso, um sentimento particularista teria se desenvolvido nestas regiões e o invasor muçulmano teria sido percebido como uma alternativa aceitável ao regime de Constantinopla. Assim, o Egito tem sido descrito algumas vezes como uma fortaleza autonomista, regularmente hostil às medidas imperiais. O debate permanece aberto. Para alguns historiadores recentes, é certo que a autoridade bizantina nas regiões recentemente invadidas pelos persas estava profundamente enfraquecida, apesar dos esforços de Heráclio para restaurar a ordem e reduzir a dissensão religiosa. A população local está acostumada a viver sem autoridade bizantina e provavelmente não está disposta a se expor a novas ondas de perseguição. No entanto, permanece delicado falar de preconceitos secessionistas. Há uma resistência significativa em Jerusalém, e o Egito também resiste, e por um tempo consegue conter a invasão. No espírito da época, a invasão foi provavelmente percebida como temporária, como a dos sassânidas. Também é verdade que já existiam populações árabes no Império, que algumas vezes chegaram relativamente recentemente, através de ondas de migração, e que a demografia do Oriente Próximo foi profundamente perturbada pelos erros da guerra bizantino-persa. Parte do elemento grego deixou esses territórios diante do avanço dos sassânidas. Como resultado, o invasor muçulmano acabou podendo contar com populações etnicamente próximas que puderam aceitar mais facilmente esta conquista. Isto é particularmente verdadeiro para as tribos árabes, certamente cristianizadas, que defendiam as margens do deserto do Império, como os Gassânidas.
Entretanto, a explicação fundamental para o colapso bizantino reside, antes de tudo, no esgotamento de seu aparelho administrativo e militar. Isto é ainda mais evidente entre os sassânidas, que saíram da longa guerra de 602-628 mais fracos por causa da instabilidade crônica no topo do estado após a morte de Cosroes II. Os bizantinos são incapazes de se organizar efetivamente diante de um adversário móvel e determinado, que é perfeitamente capaz de operar no terreno árido do Oriente Médio. Não acostumados a ser atacados nesta frente, os bizantinos não podem contar com uma sólida rede de fortificações. Apesar da experiência estratégica e dos níveis de mão-de-obra que permanecem elevados apesar das medidas de redução de custos, as tropas bizantinas são em grande parte compostas por mercenários ou soldados que não são necessariamente originários das regiões que defendem e cujo moral nem sempre é muito elevado. O colapso total dos sassânidas na Batalha de Cadésia em 636 e a queda de Ctesifonte em 637 só pioraram a situação, uma vez que os muçulmanos conseguiram reunir a maior parte de suas forças contra os bizantinos, o que explica a rápida queda do Egito de 639. Finalmente, a escala da derrota de Jarmuque simplesmente privou Heráclio dos meios militares necessários para apoiar as forças locais que foram deixadas à sua própria sorte. Embora ele tivesse explorado habilmente as divisões entre seus adversários durante a luta contra os persas e ávaros, ele não podia usar essa força contra um adversário unido. Ao escolher retirar-se para a Ásia Menor, ele repetiu o cenário da guerra contra os sassânidas e aproveitou a profundidade estratégica de seu Império. Ele se concentra na defesa do centro territorial bizantino, que é mais fácil de segurar. Mas desta vez ele morre antes de poder lançar uma reconquista que, em qualquer caso, teria sido difícil de prever. Paralelamente a esta fraqueza militar bizantina, os conquistadores árabes são guerreiros formidáveis, desde que estejam unidos sob uma única bandeira. Particularmente móveis e determinados, eles formam, como outros invasores nômades, uma força difícil de conter.

### Fim do reinado

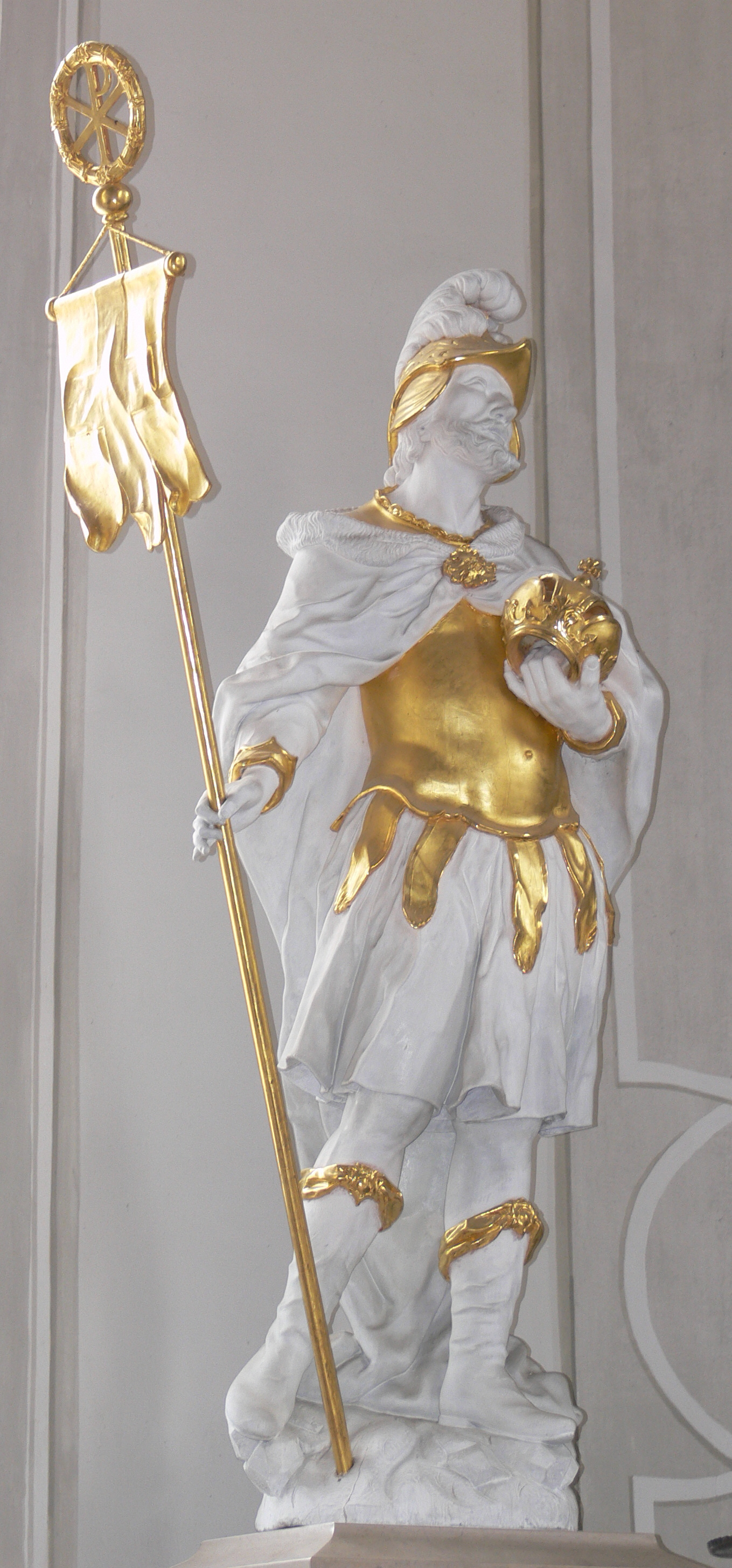
Estátua de Heráclio na igreja colegiada de Horb am Neckar

A nível pessoal, a invasão muçulmana mergulhou Heráclio em profunda consternação. Nas palavras de John Haldon, "os últimos anos de sua vida formam o triste fim do que havia sido um reinado glorioso''. Warren Treadgold, sem questionar suas escolhas, acredita que ele poderia ter reagido mais fortemente à invasão muçulmana reunindo forças dispersas, como fez contra os persas em 622-623. De qualquer forma, desta vez ele preferiu retirar-se e refugiar-se no palácio de Hieria, no lado asiático do Bósforo, e recusou-se a entrar em barco para Constantinopla. Ele parece estar sofrendo de um medo de pânico do mar e, mais geralmente, de distúrbios comportamentais. Walter Kaegi faz a hipótese de uma forma de transtorno de estresse pós-traumático, mas também afirma que é impossível ter certeza, assim como é difícil afirmar que Heráclio não está mais em plena posse de suas capacidades cognitivas. Ele discute com seu irmão Teodoro, que ele considera responsável por várias derrotas, e desvenda uma conspiração liderada contra ele por seu filho bastardo Athalaric e vários conspiradores que são mutilados. Em um contexto de crise intensa, esta conspiração, sem dúvida, enfraquece Heráclio, então em plena dúvida. Finalmente, no início de 638, o imperador finalmente retornou à capital, alegadamente graças à instalação de uma ponte de barco, mesmo que esta conta seja hoje posta em questão.
A partir de 638, Heráclio permaneceu em Constantinopla, tendo passado os últimos vinte anos cruzando as províncias orientais de seu império. Agora ele certamente teme por seu poder e por sua sucessão, à medida que surgem tensões entre a elite dominante. Ele tenta manter as aparências e mantém manifestações públicas e festividades. No entanto, ele não pode ignorar a situação catastrófica do Império. Ele confiou a seu novo Sacelário, Philagrios, a tarefa de mobilizar recursos financeiros para apoiar o esforço de guerra, mas logo se deparou com a exaustão geral do Império. Além disso, Heráclio parece estar sofrendo de crescentes problemas de saúde, particularmente dificuldades para urinar. No entanto, embora tenha sido relatado às vezes que o imperador se afastou dos assuntos públicos para meditar sobre seu destino e voltar-se para a astrologia, ele permaneceu preocupado com a conduta do governo, como evidenciado por sua rejeição da trégua assinada no Egito. Ele morreu no início de 641 e foi sucedido por seu primeiro filho, Constantino III, mas as tensões permaneceram na corte, entre os partidários de Constantino e os de Martina, que buscava promover seu filho Heraclonas, que ainda era co-imperador.
Heráclio está enterrado na Igreja dos Santos Apóstolos, a necrópole dos imperadores bizantinos. Sua coroa, enterrada com ele, é desenterrada por ordem de seu neto Constante II, ou para preservá-la de possíveis roubos ou porque ele teria considerado fundi-la, dado seu grande valor e as sérias dificuldades financeiras do Império no momento de seu reinado. Segundo os relatos dos cronistas bizantinos, cuja veracidade é amplamente duvidada, Leão IV, que reinou entre 776 e 780, mandou retirar a coroa dos tesouros de Santa Sofia para ser coroado. Uma vez sobre sua cabeça, a coroa teria causado o aparecimento de furúnculos que teriam levado à sua morte por febre ou Carbúnculo. Em qualquer caso, esta história demonstra a importância do legado de Heráclio aos olhos de seus sucessores. Por exemplo, diz-se que Constante II deu um cinto que pertenceu a seu avô a Javanxir, Príncipe Herdeiro da Albânia no Cáucaso.